# 보전생물학

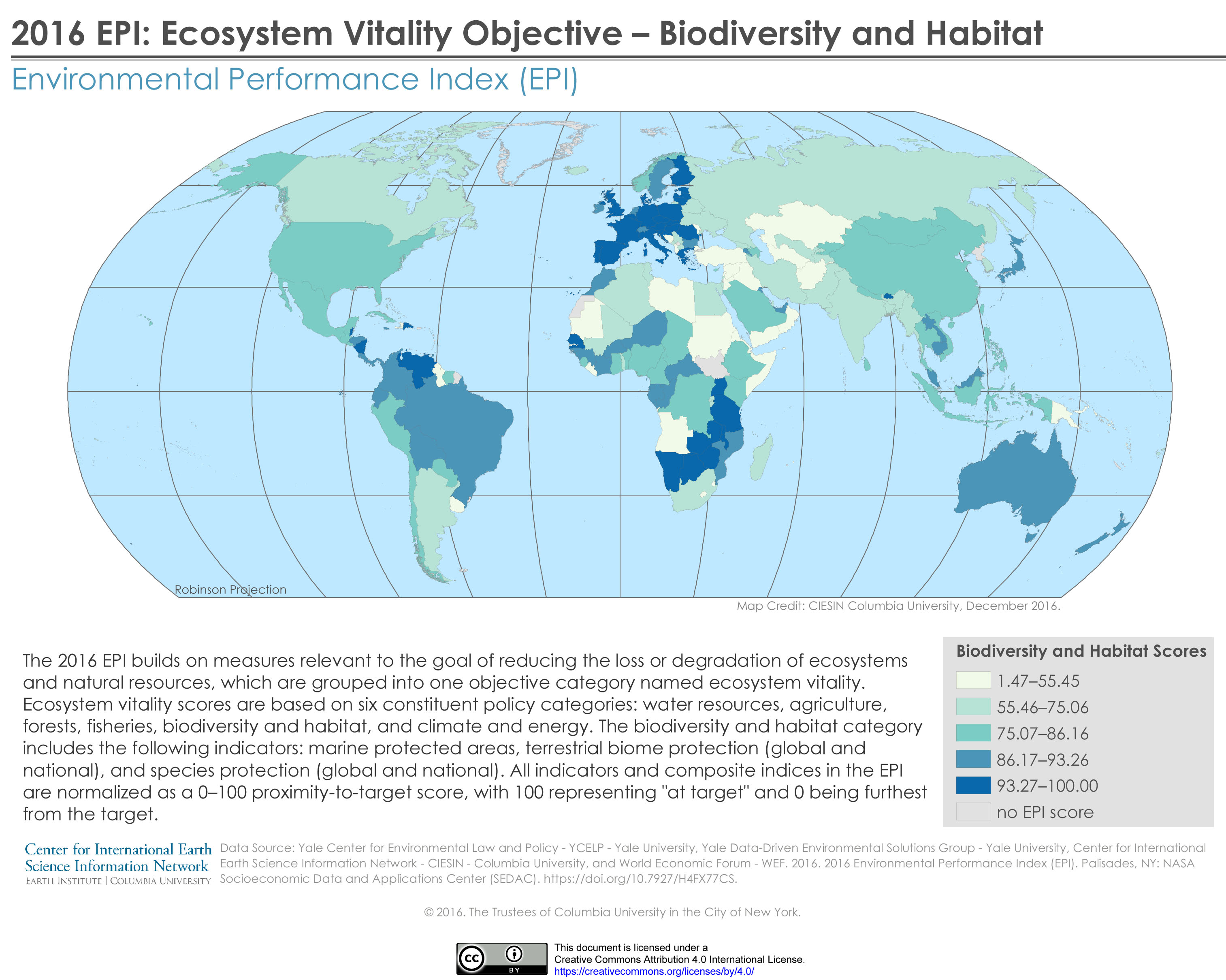
2016년 기준 각국의 생물다양성이 보존된 정도를 나타낸 지도.

보전생물학(保全生物學, conservation biology)은 생물종과 그 서식지, 생태계를 보호하여 절멸을 막는 것을 목적으로 자연환경과 생물다양성의 보전을 연구하는 것이다.
보전윤리학은 보전생물학에서 발견된 것을 그 기저로 삼는다.

## 같이 보기
- 응용생태학
- 유전자풀
- 원주민
- 자연 환경
- 자연보전
- 나라별 자연보전 단체
- 보호 지역